# Liste der Naturdenkmale in Bockenau
Die Liste der Naturdenkmale in Bockenau nennt die im Gemeindegebiet von Bockenau ausgewiesenen Naturdenkmale (Stand 7. März 2024).

## Naturdenkmale
| Nr.         | Bezeichnung                             | Lage                                          | Beschreibung                                    | Bild                                    |
| ----------- | --------------------------------------- | --------------------------------------------- | ----------------------------------------------- | --------------------------------------- |
| ND-7133-394 | Eiche an der Straße Bockenau–Winterburg | nördlich des Ortes an der L 108 Lage          | Quercus sp., einer von ursprünglich zwei Bäumen | Direkt Bild zu diesem Denkmal hochladen |
| ND-7133-395 | Eiche bei Bockenau                      | westlich des Ortes; Abteilung In Hörstes Lage | Quercus sp.                                     | Direkt Bild zu diesem Denkmal hochladen |

## Ehemalige Naturdenkmale
| Nr. | Bezeichnung        | Lage                                            | Beschreibung                             | Bild                                    |
| --- | ------------------ | ----------------------------------------------- | ---------------------------------------- | --------------------------------------- |
|     | Fichte am Waldrand | westlich des Ortes; Abteilung Im Kniebrech Lage | Picea abies; Rechtsverordnung aufgehoben | Direkt Bild zu diesem Denkmal hochladen |